# 심리평가
심리검사가 지능검사, 성격검사, 적성검사 등의 개별적으로 실시하는 검사들만을 가리키나  심리평가(Psychological evaluation,Psychological assessment)는 개인의 인지적, 정서적, 행동적 특성을 객관적으로 확인할 수 있도록 근거 기반의 심리적 이해를 위한 시스템을 구축, 운영한다고 할 때 심리검사와 대면 상담 그리고 체계적인 행동관찰등 객관적 근거들을 기반으로하는 정보를 통합적으로 사용함으로써 이를 통해 개인의 심리적 특성을 이해하는 치료와 함께 통합적이고 전반적인 과정이라고 할 수 있다. 한편 심리평가는 직접적으로 진단 및 치료에 필요한 정보를 제공할뿐만아니라 , 치료 효과 평가, 고위험군 조기 발견, 정신 건강 연구 등에도 이를 활용하게 된다.

## 인간으로서의 존엄성
많은 심리학자들이 '인간으로서의 존엄성'이야말로 심리평가에 있어서 핵심적인 기능을 담당하는 타당성과 객관성을 가능하게 하는 아주 중요한 원리중 하나로서 이를 언급한다.
단편적인 예로 어떤 특정한 심리적 접근방법이 얼마나 절대적으로 뛰어난지보다는 특정한 이슈나 문제에 어떤 접근방법이 어떻게 효과적인지가 보다 중요하게 된다.

## 행동평가
인지적 접근방법과 행동주의적 접근방법이 발달함에 따라 서로간에 호환되는 범주에서 행동에대한 평가가 심리평가의 주요한 요소로 다루어지고있다
또한 기술의 발달로 가상현실 기기를 사용하거나 스마트폰등을 활용한 자기관리에 기반한 자기행동관찰보고도 생태학적 순간 평가(Ecological Momentary Assessment,EMA)가 가능하다는점에서 유용한 방법으로 알려진바있다. 이러한 행동평가는 전통적인 심리평가방법과 함께 보완관계등에서 중요한 의미를 시사한다.

## 같이 보기
- 정신분석학
- 볼더 모델